# صفا المرقب (إب)

تعديل مصدري - تعديل

صفا المرقب محلة تابعة لقرية صرعدد، التابعة لعزلة بني محرم بمديرية إب إحدى مديريات محافظة إب في الجمهورية اليمنية.، بلغ تعداد سكانها 187 حسب تعداد اليمن لعام 2004.